# Ca' d'Oro
La Ca' d'Oro es un notable palacio de Venecia, (Véneto, Italia), situado en el sestiere de Cannaregio, junto al Gran Canal. Actualmente  es sede del museo de arte "Giorgio Franchetti".

## Historia
El palacio fue edificado en torno a 1442 por Giovanni, Bartolomeo Bon y Matteo Raverti por encargo del procurador de San Marcos Marino Contarini. Representa un buen ejemplo del cambio que señala el paso del estilo Gótico al Renacimiento en Venecia. Las tracerías de mármol de la primera y segunda planta y los parapetos de las ventanas y balcones muestran formas que señalan claramente el tardogótico; mientras que la columnata que da al canal y las pequeñas ventanas cuadradas del ala derecha anuncian ya las formas renacentistas. La cornisa y la crestería son una concesión al gusto local veneciano por los remates con formas gráciles y delicadas, y fueron muy imitadas posteriormente. El palacio está incompleto y la falta del ala izquierda produce cierta asimetría de la fachada.
La mansión fue adquirida en 1894 por el barón Giorgio Franchetti, que la donó al Estado italiano en 1916. 
Tras la donación, las colecciones artísticas del palacio se incrementaron notablemente y actualmente la Ca' d'Oro, trasformada en museo con una restauración muy profunda, conserva obras pictóricas como el San Sebastián de Andrea Mantegna, varias vistas de Venecia pintadas por Francesco Guardi y parte de los frescos del Fondaco dei Tedeschi, en los que intervinieron Tiziano y Giorgione.